# Cazarilh-Laspènes
Cazarilh-Laspènes ist eine französische Gemeinde mit 14 Einwohnern (Stand 1. Januar 2022) im Département Haute-Garonne in der Region Okzitanien (zuvor Midi-Pyrénées). Die Einwohner werden als Cazapénois bezeichnet.

## Geographie
Nachbargemeinden sind: Moustajon, Bagnères-de-Luchon, Saint-Aventin, Trébons-de-Luchon und Saccourvielle.

## Bevölkerungsentwicklung
| Jahr                      | 1962 | 1968 | 1975 | 1982 | 1990 | 1999 | 2004 | 2009 | 2016 | 2019 |
| ------------------------- | ---- | ---- | ---- | ---- | ---- | ---- | ---- | ---- | ---- | ---- |
| Einwohner                 | 34   | 30   | 27   | 17   | 17   | 19   | 17   | 23   | 28   | 17   |
| Quelle: Cassini und INSEE |      |      |      |      |      |      |      |      |      |      |

## Sehenswürdigkeiten
Siehe auch: Liste der Monuments historiques in Cazarilh-Laspènes
- Kirche St-Martin, erbaut im 11./12. Jahrhundert (Monument historique)

## Weblinks

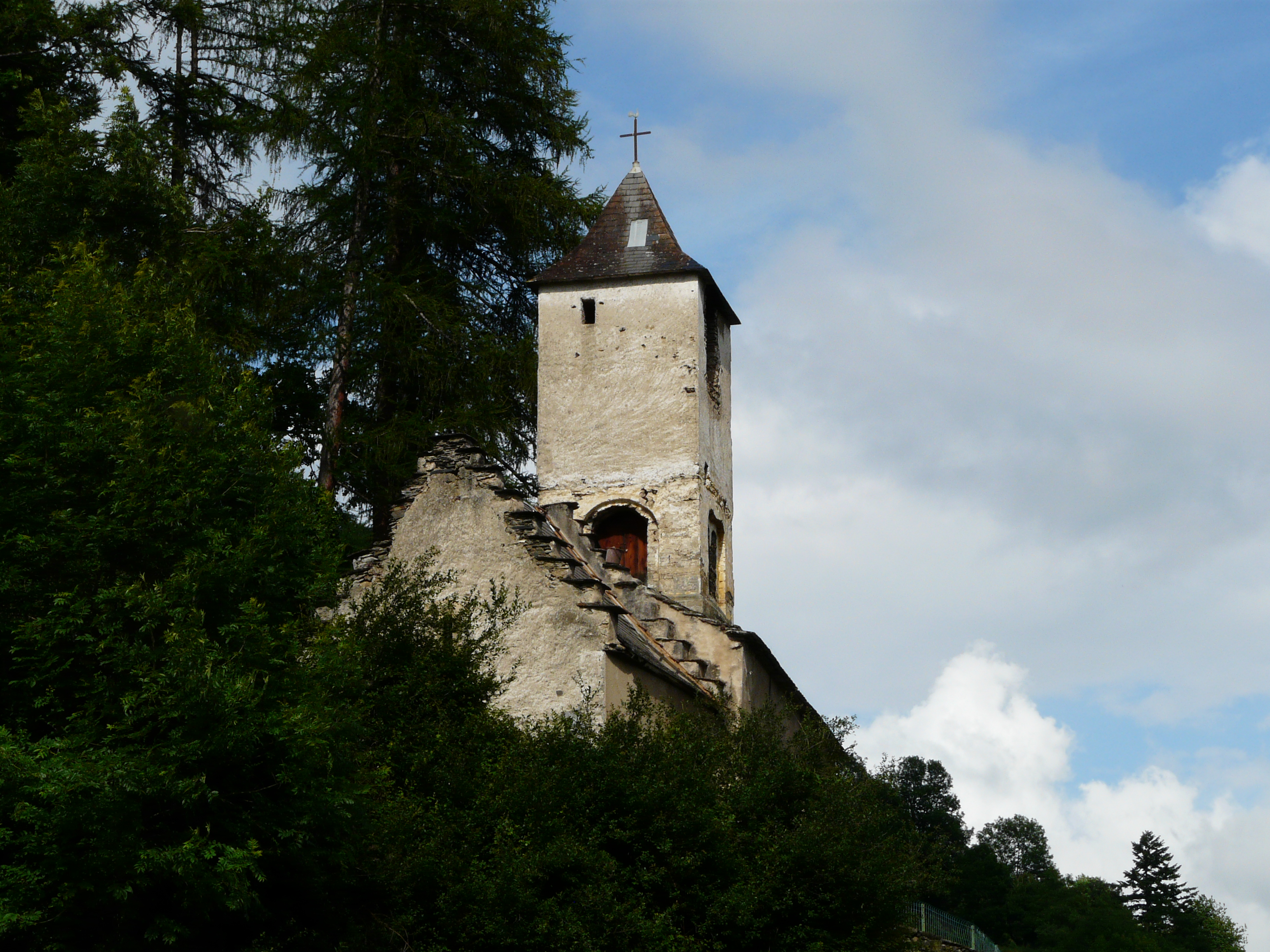
Kirche St-Martin